# Vitbrynad skogstörnskata
Vitbrynad skogstörnskata (Tephrodornis pondicerianus) är en fågel i familjen vangor inom ordningen tättingar. Den förekommer i södra och sydöstra Asien, från Pakistan till Vietnam. Beståndet anses vara livskraftigt.

## Utseende
Vitbrynad skogstörnskata är en 13–18 cm lång, gråbrun fågel med ett vitt ögonbrynsstreck och vitkantad svartaktig stjärt. Den är mycket lik ceylonskogstörnskata som tidigare behandlades som underart, men denna har kortare stjärt, hos hanen ljust öga, mindre tydligt ögonbrynsstreck men istället ett vitaktigt mustaschstreck och vitt på övergumpen istället för vanligtvis grått. Sången består av en accelerande drill, "pi-pi-i-i-i-i-i-i".

## Utbredning och systematik
Vitbrynad skogstörnskata delas in i tre underarter med följande utbredning:
- Tephrodornis pondicerianus pallidus – förekommer i Pakistan och nordvästra Indien
- Tephrodornis pondicerianus pondicerianus – förekommer i östra Indien till Myanmar, norra Thailand och södra Laos
- Tephrodornis pondicerianus orientis – förekommer i Kambodja och södra Vietnam

Tidigare behandlades ceylonskogstörnskata som underart till vitbrynad skogstörnskata.

Utbredningsområde för vitbrynad skogstörnskata.

### Familjetillhörighet
Släktet har länge flyttats runt mellan olika familjer. Fram tills nyligen placerades arterna istället i familjen skogstörnskator (Tephrodornithidae) med filentomor och släktet Hemipus. Studier visar dock att denna grupp är nära släkt med vangorna och flyttas nu allmänt dit.

## Status och hot
Arten har ett stort utbredningsområde, men tros minska i antal, dock inte tillräckligt kraftigt för att den ska betraktas som hotad. Internationella naturvårdsunionen IUCN listar arten som livskraftig (LC).

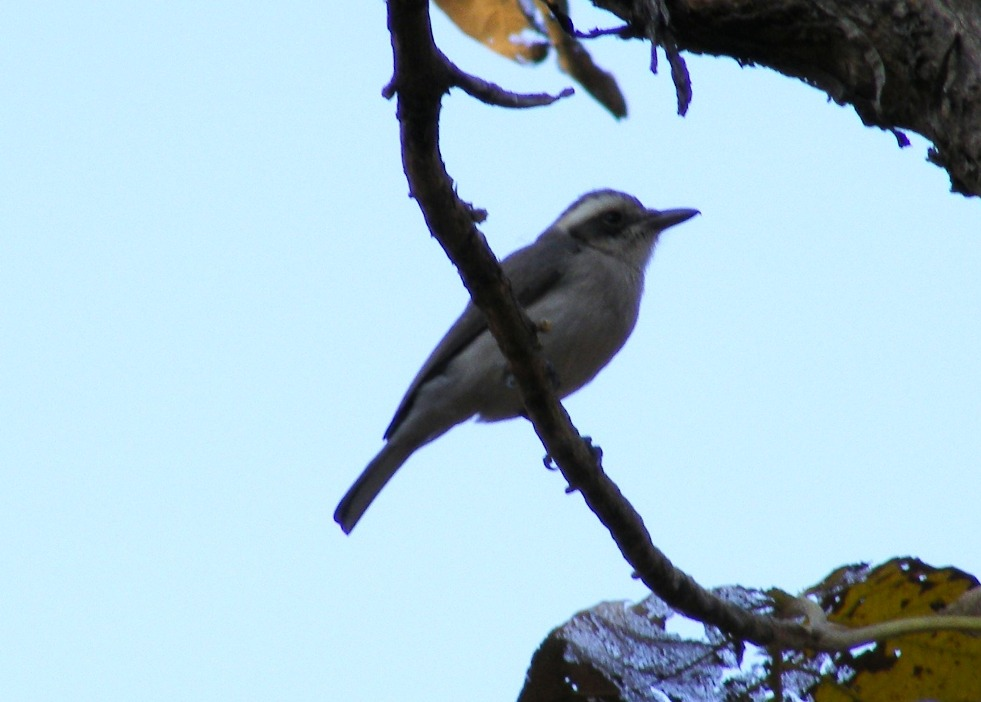
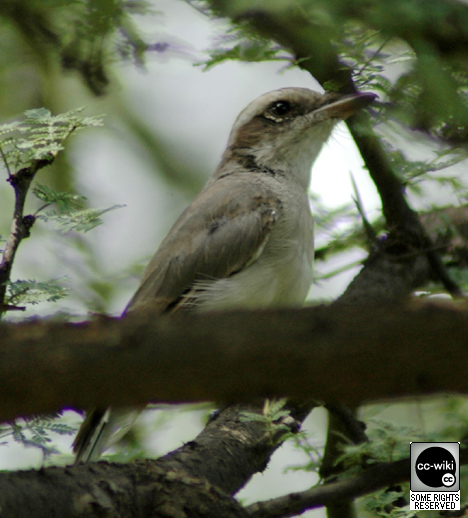